# Surinams damlandslag i fotboll
Surinams damlandslag i fotboll representerar Surinam i fotboll på damsidan. Dess förbund är Surinaamse Voetbal Bond.